# Grimpow. Il sentiero invisibile
Grimpow: Il sentiero invisibile è un romanzo per ragazzi dello scrittore spagnolo Rafael Ábalos.
In lingua originale è uscito nel 2005, mentre in Italia è stato pubblicato nel 2006 dalla casa editrice Arnoldo Mondadori Editore.
Il romanzo si è rivelato un fenomeno editoriale: in Spagna ha venduto più di settantamila copie ed è già uscito in 22 paesi.

## Trama
Anno 1313. In un gelido mattino d'inverno, il giovane Grimpow trova nella neve il cadavere di un cavaliere. Addosso ha un sigillo e un messaggio incomprensibile, e nella mano ghiacciata stringe una pietra misteriosa, agognata da Papi e da re, pronti a mettere in campo guerrieri e inquisitori spietati pur di averla. Grimpow ancora non lo sa, ma gli basta prenderla in mano per esserne attratto, per percepirne oscuramente gli straordinari poteri. Deciso a risolvere il mistero della pietra e di quell'ignoto cavaliere, il giovane finirà coinvolto in una prodigiosa avventura, che affonda negli enigmi del Medioevo più oscuro, tra società segrete e abbazie, cavalieri erranti, affascinanti damigelle, banditi sanguinari e Templari.

## Capitoli
- Prima parte - L'abbazia di Brinkdum

1. Un cadavere nella neve
2. Visite inattese
3. Una storia e una leggenda
4. La quadratura del cerchio
5. Un grido nella notte
6. Più in là delle stelle
7. L'oro degli alchimisti
8. E il Sole volle fare innamorare la Luna

- Seconda parte - I castelli del Cerchio di Pietra

1. L'albero degli impiccati
2. La maledizione dell'eremita
3. Il bandito sanguinario
4. Fiamme a Cornill
5. La chiave del mistero
6. Notizie inquietanti
7. C'è magia nelle stelle
8. La carta della morte
9. Lame e spade
10. La regina del torneo
11. Finalmente la verità
12. La locanda di Junn lo Zoppo
13. La voce delle ombre
14. Chiusi in una botte
15. La camera sigillata
16. Tempo e vita, tempo e morte
17. L'assalto alla fortezza

- Terza parte - Il sentiero Invisibile

1. L'oscurità e la luce
2. Di nuovo insieme
3. La chiatta del Trovatore
4. Le ultime parole
5. Un fiore nel labirinto

## Sequel
C'è un seguito di questo libro intitolato Grimpow: L'ultima strega(Grimpow y la bruja de la estirpe) pubblicato da Mondadori nel marzo 2010.